# アイ・アール ジャパンホールディングス
株式会社アイ・アール ジャパンホールディングス（英文社名：IR Japan Holdings, Ltd.）は、東京都千代田区霞が関に本社を置く日本のコンサルティングファーム、M&Aアドバイザリーファーム。

## 概要
アイ・アール ジャパンホールディングスは、ボストン・コンサルティング・グループ出身の鶴野史朗が、1984年に日本初のインベスター・リレーションズ専門会社として創業し、これをマネジメント・バイアウトした寺下史郎が、2015年に設立した会社。企業向けコンサルティング事業を手掛け、実質株主判明調査や、アクティビスト対策、株主総会運営などの助言を業とする。日本政府から委託を受け、日本国外の投資ファンド動向調査なども行っている。

## 沿革
- 1984年 - 鶴野史朗がアイ・アール ジャパンを設立[2]。
- 2007年 - 寺下史郎がマネジメント・バイアウトのためアイ・アール ジャパンホールディングスを設立[2]。
- 2008年 - アイ・アール ジャパンホールディングがアイ・アール ジャパンを吸収合併し、アイ・アール ジャパンに商号を変更[2]。
- 2011年 - JASDAQに上場[2]。
- 2015年 - アイ・アール ジャパンが単独株式移転でアイ・アール ジャパンホールディングスを設立[6]。
- 2017年 - 東京証券取引所市場第二部へ市場変更[6]。
- 2018年 - 東京証券取引所市場第一部へ市場変更[6]。
- 2022年
  - 6月6日 - インサイダー取引の疑いで元役員の関係先が金融商品取引法違反容疑で強制調査を受ける[7]。これを受け、事実関係の調査および内部管理体制の検証を行う調査委員会の設置が発表された[8]。
  - 8月30日 - 調査委員会報告書を公表[9]。
  - 9月 - 8月に公表された調査報告書に対し、不十分な調査と経営陣を擁護するお手盛りなものであったとして、ダイヤモンド・オンラインが報道[10]。会社側は、当該記事は取材や事実確認を行わないまま、一方的な憶測に基づき掲載され、多数の不正確ないし虚偽の情報が含まれているとの発表を行った[11]。
  - 11月10日 - IRジャパンの元役員が投資会社のアジア開発キャピタル（ADC）代表に東京機械製作所（TKS）の買収提案を行っていたことが報道される。ADCは2021年夏以降、TKS株を買い増し、経営権争奪戦に発展したが、IRジャパンはTKSの防衛アドバイザーを務めており、利益相反が指摘された[12]。会社側は11月14日に第三者委員会を設置し、この報道を踏まえた追加調査を行うことを公表した[13]。
- 2023年
  - 3月7日 - 第三者委員会の調査報告書を公表。IRジャパン側に顧客の利益・信頼を不当に害する行為があったと認定し、また再発防止策として利益相反リスクに対する管理規定の策定や管理部門と内部監査部門の強化などが提言された[14][15]。
  - 5月18日 - IRジャパンが業績の下方修正を公表する前に、同社株の売却を知人2人に勧めたとして、元副社長が金融商品取引法違反（取引推奨）の疑いで逮捕された。この2人は公表前に計約1万1千株を計約1億8千万円で売り抜けたとされる[16]。6月7日に元副社長が起訴された[17]。10月5日、東京地方裁判所は元副社長に懲役1年6月、執行猶予3年を言い渡した[18]。
  - 12月28日 - TKSはIRジャパンとその経営陣（当時）に対して約6億1427万円の損害賠償などを求めて東京地裁に提訴したことを発表[19]。
- 2025年
  - 5月22日 - 社員がインサイダー取引に関与した疑いがあるとして、金融商品取引法容疑の関係先として本社が強制調査を受けた[20]。